# وایگاش

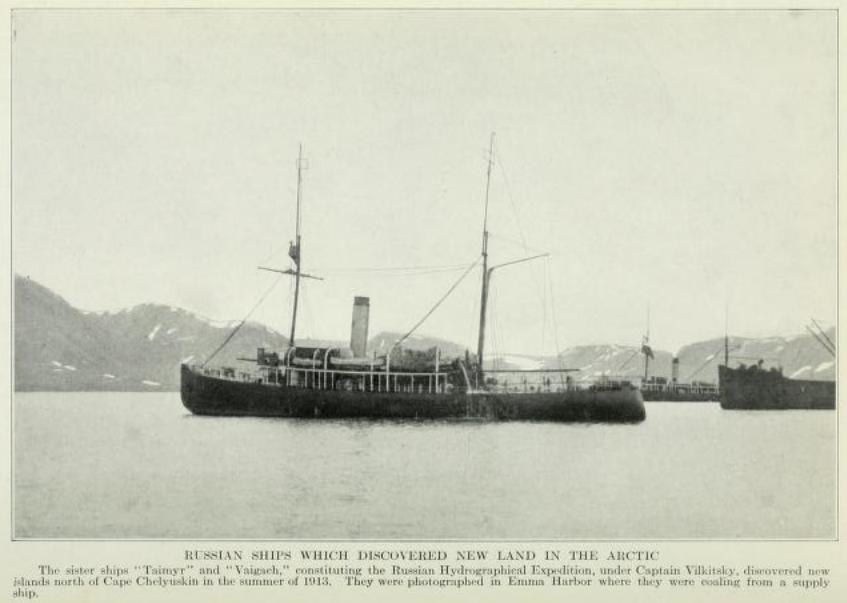
وایگاش در سال ۱۹۱۳

وایگاش (روسی: Вайгач) یک کشتی بخار یخ‌شکن با تناژ متوسط بود که برای نیروی دریایی امپراتوری روسیه در سنت پترزبورگ و به سال ۱۹۰۹ ساخته شد. نام این کشتی، برگرفته از نام جزیره وایگاش در قطب شمال روسیه است. 